# Jérôme Hermès Bolsec
Jérôme Hermès Bolsec (... – 1585) è stato un religioso francese.
Membro dell'ordine dei Carmelitani di Parigi, era stato cacciato dalla città dopo aver pronunciato un sermone in favore delle dottrine protestanti.
Studia medicina, si converte al Protestantesimo e va a Ginevra solo per trovarsi in disaccordo con Calvino sulla dottrina della Predestinazione. Comincia dapprima a metterla in questione privatamente, poi si avventura a contestarla di fronte alla comunità. Viene così portato a giudizio e bandito da Ginevra nel 1551. Ritorna a Parigi ma è costretto ad abbandonarla di nuovo per il suo rifiuto di accettare una sentenza del Concilio di Orléans (1563) che lo invita a ritrattare.
Rientra nel Cattolicesimo e muore a Lione. Si vendica contro Calvino (1577) e Teodoro di Beza (1582) pubblicando biografie calunniose (1577).

## Opere
- Le miroir de vérité au roi Charles IX, aux princes et seigneurs de son Conseil; du jugement faict par Salomon en son bas aage, au commencement de son règne; du lustre et reflection duquel miroir apparoit le vray moyen d'appaiser les troubles et séditions du royaume de France, 1562.
- Histoire de la vie, mœurs, actes, doctrine et mort de Jean Calvin, jadis grand ministre de Genève. Recueilly par Hierosme-Hermès Bolsec, doct. méd. à Lyon, Parigi 1582.
- Histoire de la vie, mœurs, doctrine et départements de Th. de Bèze, dit le spectable, grand minisire de Genève, selon que l'on a peu voir et cognoistre jusqu'à maintenant, en attendant que luy mesme, si bon luy semble, y adjouste le reste, par M. Hierosme Bolsec, théol. et méd. à Lyon, Parigi 1582.